# DAF Daffodil 32
De DAF Daffodil 32 is een autotype van het Nederlandse automerk DAF. De Daffodil 32 werd gepresenteerd in september 1965 als opvolger van de DAF Daffodil 31. De Daffodil 32 was leverbaar als "Standaard", "Luxe" en "Luxe extra", waarbij de eerst het minst en de laatste het meest luxueus is. Ook was het type leverbaar als Combi, Bestel en Pick-up. De belangrijkste wijzigingen bestonden uit een face lift van de a-body van Daf. Technisch waren er weinig wijzigingen. In 1967 werd de Daffodil 32 opgevolgd door de DAF 33.

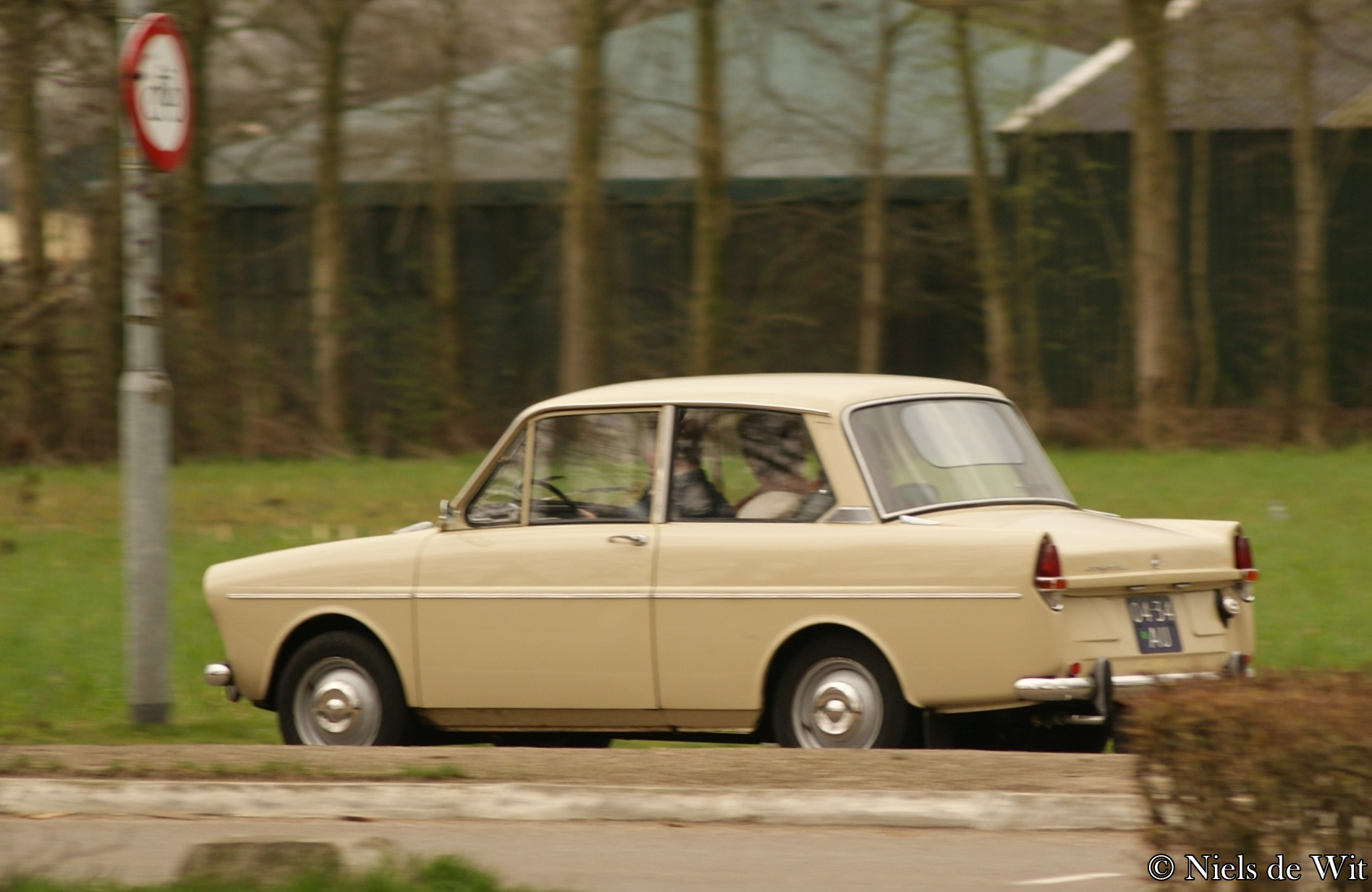
DAF Daffodil 32

## Exterieur

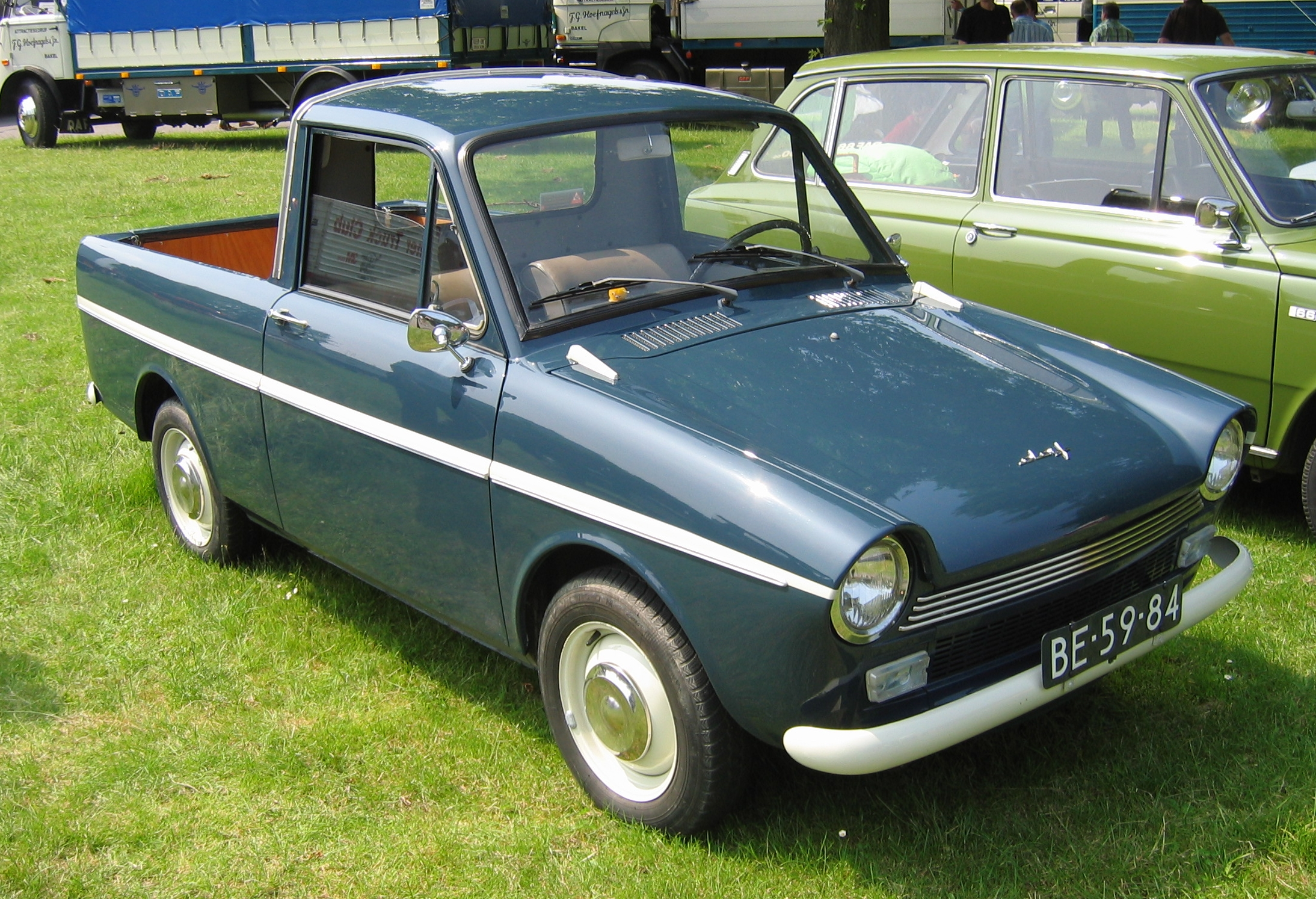
DAF Daffodil 32 Pick-up

DAF benaderde Giovanni Michelotti met het verzoek een facelift te ontwerpen voor de oude A-body. De A-body is het model dat in 1958 was gepresenteerd als Daf 600. Dit model was geleidelijk aan wat gewijzigd als Daf 750 en de respectievelijke modellen Daffodil. Michelotti was op dat moment bezig met het ontwerp van een heel nieuw model DAF dat in 1966, tijdens de productieperiode van de Daffodil 32, gepresenteerd zou worden als de 44 en daarmee de basis legde voor de B-body.
De facelift van Michelotti bestond eruit dat de verzonken neus omhoog werd getrokken tot halverwege de koplampen. In de ruimte daaronder kwam een verhoogde grille met vier chromen strips. De bumper werd aan de voorkant ook verhoogd. Aan de achterkant werd de onderkant van de kofferdeksel recht getrokken. Daarboven werd ook een rechte lijn getrokken zodat de achterzijde van de kofferdeksel geheel verticaal verliep met een scherpere hoek naar de rest van de kofferdeksel. In grote lijnen bleef na deze facelift het uiterlijk van de A-body ongewijzigd tot het einde van de productie in 1974. Daardoor lijken de Daffodil 32 en de DAF 33 vrij veel op elkaar.

## Interieur

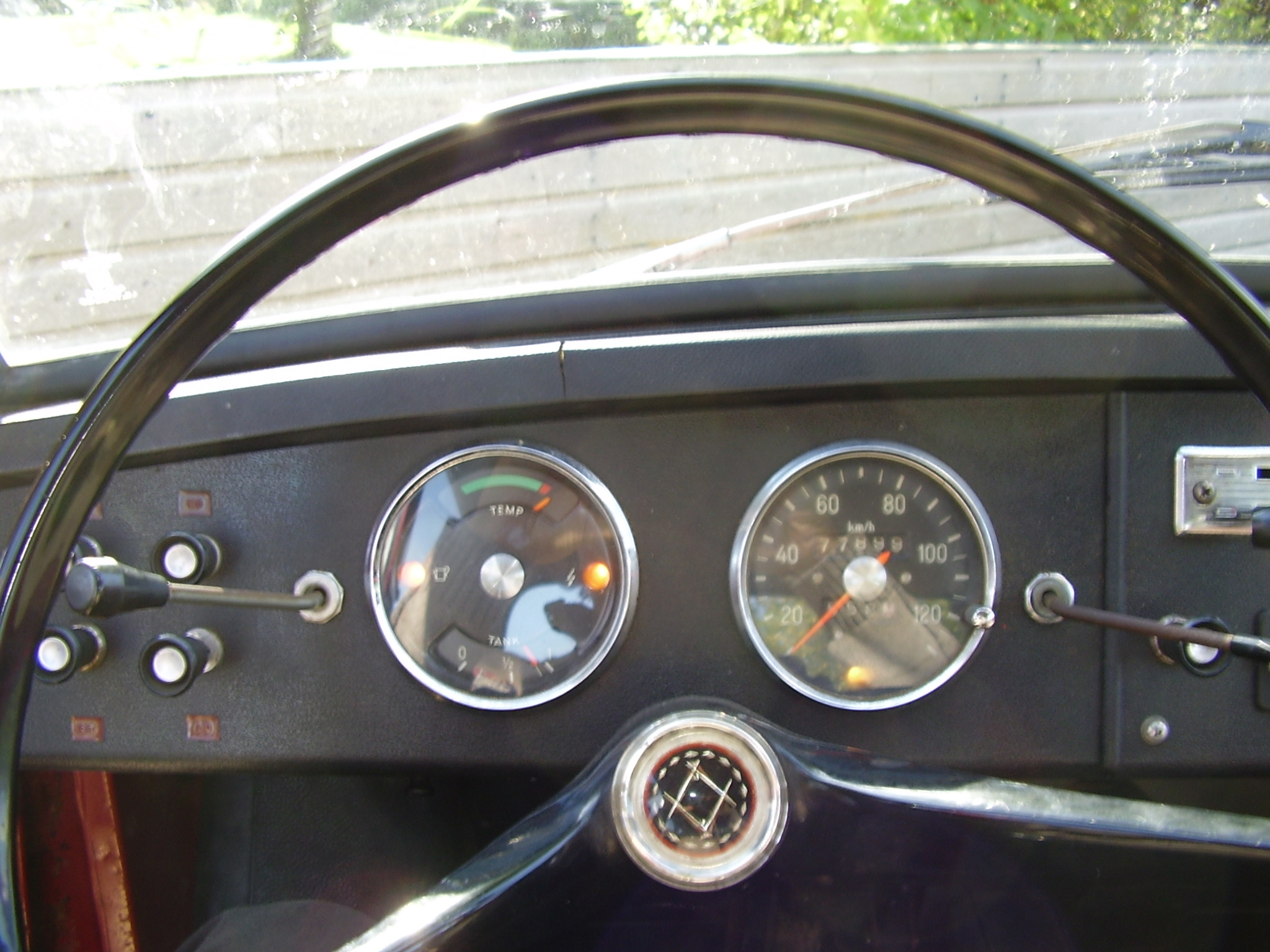
Deel van het dashboard van een Daffodil 32 Luxe extra

In het interieur was weinig gewijzigd in vergelijking met het vorige model. Het dashboard is zwart, met het stuurwiel direct op het dashboard gemonteerd. De hendels links en rechts van het stuur zijn op het dashboard gemonteerd. Het contactslot bevindt zich links van het dashboardkastje. De Standaard en Luxe hadden een klokje met een snelheidsmeter en controlelampjes voor de clignoteur, oliedruk, laadstroom en de benzinestand. De Luxe Extra beschikte over twee klokjes, waarbij in het klokje links de controlelampjes voor oliedruk en laadstroom waren geplaatst en een benzinemeter met een motortemperatuurmeter. Het klokje rechts was de snelheidsmeter, waarin de clignoteur, een kilometerteller en een dagteller, waarin tevens het aantal hectometers werd weergegeven. Andere extra's van de Luxe Extra zijn onder meer armsteunen in de portieren, frisseluchttoevoer vanaf het dashboard en uitzetbare ramen achter. De Pick-up, Bestel en Combi hebben de uitrusting van de Standaard.

## Techniek
De Daffodil 32 is uitgerust met dezelfde motor als zijn voorganger: een 746cc luchtgekoelde viertakt tweecilinder boxermotor. Deze motor levert 30 SAE PK. Uiteraard was de dit type uitgerust met de continu variabele transmissie van DAF: de Variomatic, die verder ongewijzigd bleef. In het voorjaar van 1967 werd de automatische centrifugaalkoppeling lichtelijk gewijzigd doordat de slepende en trekkende schoenen nu met vier veren worden aangestuurd in plaats van acht. Een andere kleine wijziging was de stuurreductie.

## De Daffodil S

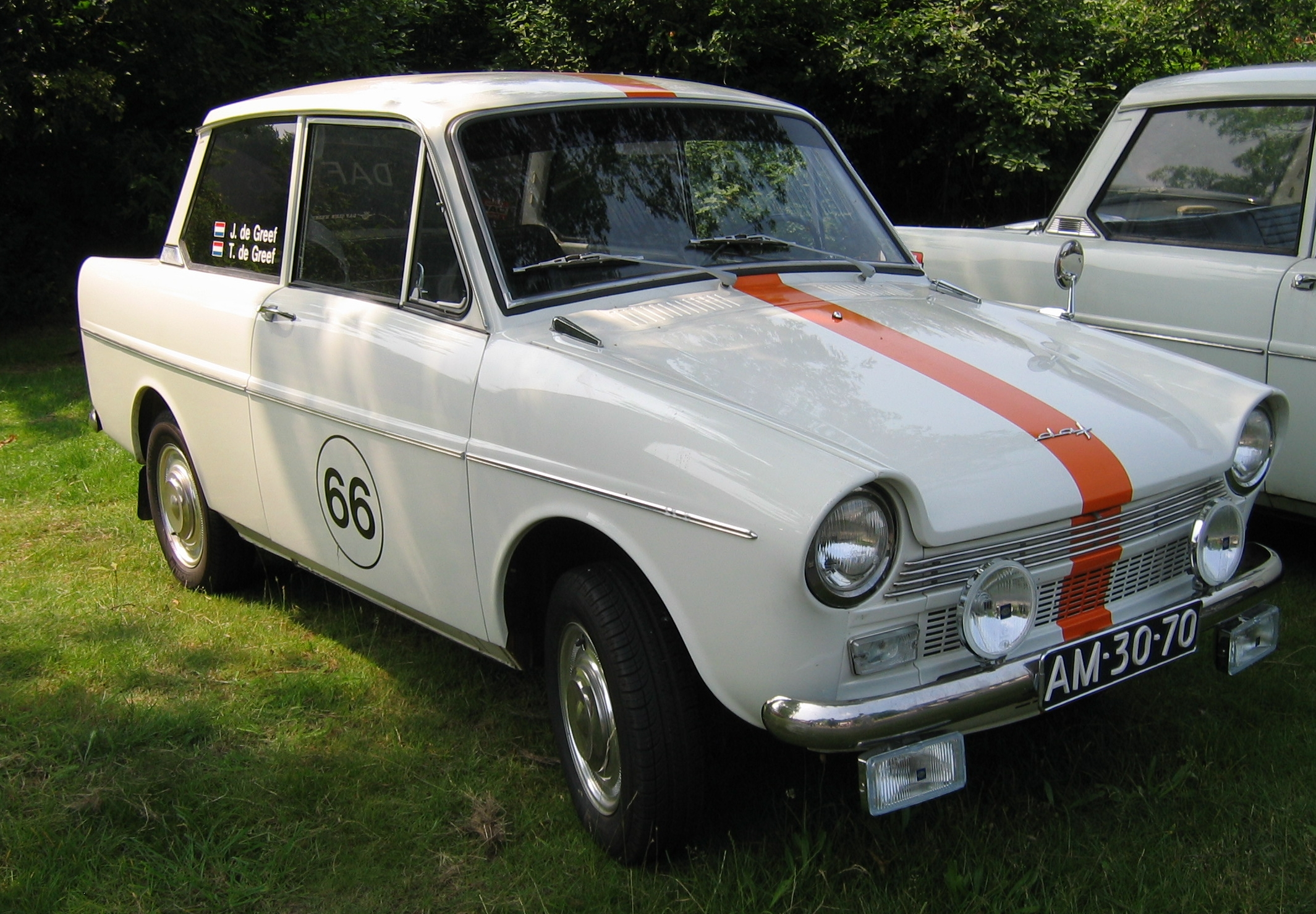
DAF Daffodil 32S

In januari 1966 verscheen de Daffodil (32) S, die was uitgerust met een 763cc motor, schijfremmen voor en andere wijzigingen. Zie het betreffende artikel over de Daffodil S. Deze uitvoering was mogelijk vooral bedoeld om te voldoen aan de eisen voor de rallysport, waar voorgeschreven zou zijn dat een model in productie moest zijn. Er zouden er uiteindelijk 500 geproduceerd moeten worden. Productienummers lijken aan te geven dat er slechts 360 gebouwd zijn.

## Overige
De Daffodil 32 ging in september 1967 uit productie, nadat er ongeveer 54.000 exemplaren van gebouwd waren. De opvolger heette niet meer Daffodil, maar DAF 33, in aansluiting op de reeds gepresenteerde 44. De Daffodil 32 werd in volksmond gewoon Daffodil genoemd. Het nummer 32 werd bij DAF zelf en wordt in de literatuur gehanteerd om onderscheid te maken met voorgaande typen. Het nummer kwam tot stand op grond van het aantal pk's van de motor (30) waarmee het eerste type wordt aangeduid. Bij de opeenvolgende modellen wordt steeds 1 extra opgeteld zonder dat het vermogen toegenomen is.

## Tijdlijn
| DAF-personenauto's tussen 1950 tot 1980 | DAF-personenauto's tussen 1950 tot 1980 | DAF-personenauto's tussen 1950 tot 1980 | DAF-personenauto's tussen 1950 tot 1980 | DAF-personenauto's tussen 1950 tot 1980 | DAF-personenauto's tussen 1950 tot 1980 | DAF-personenauto's tussen 1950 tot 1980 | DAF-personenauto's tussen 1950 tot 1980 | DAF-personenauto's tussen 1950 tot 1980 | DAF-personenauto's tussen 1950 tot 1980 | DAF-personenauto's tussen 1950 tot 1980 | DAF-personenauto's tussen 1950 tot 1980 | DAF-personenauto's tussen 1950 tot 1980 | DAF-personenauto's tussen 1950 tot 1980 | DAF-personenauto's tussen 1950 tot 1980 | DAF-personenauto's tussen 1950 tot 1980 | DAF-personenauto's tussen 1950 tot 1980 | DAF-personenauto's tussen 1950 tot 1980 | DAF-personenauto's tussen 1950 tot 1980 | DAF-personenauto's tussen 1950 tot 1980 | DAF-personenauto's tussen 1950 tot 1980 | DAF-personenauto's tussen 1950 tot 1980 | DAF-personenauto's tussen 1950 tot 1980 | DAF-personenauto's tussen 1950 tot 1980 | DAF-personenauto's tussen 1950 tot 1980 | DAF-personenauto's tussen 1950 tot 1980 | DAF-personenauto's tussen 1950 tot 1980 | DAF-personenauto's tussen 1950 tot 1980 | DAF-personenauto's tussen 1950 tot 1980 | DAF-personenauto's tussen 1950 tot 1980 |      |
| --------------------------------------- | --------------------------------------- | --------------------------------------- | --------------------------------------- | --------------------------------------- | --------------------------------------- | --------------------------------------- | --------------------------------------- | --------------------------------------- | --------------------------------------- | --------------------------------------- | --------------------------------------- | --------------------------------------- | --------------------------------------- | --------------------------------------- | --------------------------------------- | --------------------------------------- | --------------------------------------- | --------------------------------------- | --------------------------------------- | --------------------------------------- | --------------------------------------- | --------------------------------------- | --------------------------------------- | --------------------------------------- | --------------------------------------- | --------------------------------------- | --------------------------------------- | --------------------------------------- | --------------------------------------- | ---- |
| Type                                    | 1950                                    | 1950                                    | 1950                                    | 1950                                    | 1950                                    | 1950                                    | 1950                                    | 1950                                    | 1950                                    | 1950                                    | 1960                                    | 1960                                    | 1960                                    | 1960                                    | 1960                                    | 1960                                    | 1960                                    | 1960                                    | 1960                                    | 1960                                    | 1970                                    | 1970                                    | 1970                                    | 1970                                    | 1970                                    | 1970                                    | 1970                                    | 1970                                    | 1970                                    | 1970 |
| Type                                    | 0                                       | 1                                       | 2                                       | 3                                       | 4                                       | 5                                       | 6                                       | 7                                       | 8                                       | 9                                       | 0                                       | 1                                       | 2                                       | 3                                       | 4                                       | 5                                       | 6                                       | 7                                       | 8                                       | 9                                       | 0                                       | 1                                       | 2                                       | 3                                       | 4                                       | 5                                       | 6                                       | 7                                       | 8                                       | 9    |
| A-body                                  |                                         |                                         |                                         |                                         |                                         |                                         |                                         |                                         |                                         | 600                                     | 600                                     | 600                                     | 600                                     |                                         |                                         |                                         |                                         |                                         |                                         |                                         |                                         |                                         |                                         |                                         |                                         |                                         |                                         |                                         |                                         |      |
| A-body                                  |                                         |                                         |                                         |                                         |                                         |                                         |                                         |                                         |                                         |                                         | 750                                     |                                         |                                         |                                         |                                         |                                         |                                         |                                         |                                         |                                         |                                         |                                         |                                         |                                         |                                         |                                         |                                         |                                         |                                         |      |
| A-body                                  |                                         |                                         |                                         |                                         |                                         |                                         |                                         |                                         |                                         |                                         |                                         | 30                                      | 30                                      | 31                                      | 31                                      | 32                                      | 32                                      | 33                                      | 33                                      | 33                                      | 33                                      | 33                                      | 33                                      | 33                                      |                                         |                                         |                                         |                                         |                                         |      |
| B-body                                  |                                         |                                         |                                         |                                         |                                         |                                         |                                         |                                         |                                         |                                         |                                         |                                         |                                         |                                         |                                         |                                         | 44                                      | 44                                      | 44                                      | 44                                      | 44                                      | 44                                      | 44                                      | 44                                      | 46                                      | 46                                      |                                         |                                         |                                         |      |
| B-body                                  |                                         |                                         |                                         |                                         |                                         |                                         |                                         |                                         |                                         |                                         |                                         |                                         |                                         |                                         |                                         |                                         |                                         |                                         | 55                                      | 55                                      | 55                                      | 55                                      | 66                                      | 66                                      | 66                                      |                                         |                                         |                                         |                                         |      |